# Malo kazalište Duško Radović
Malo kazalište Duško Radović (srp. Malo pozorište Duško Radović) je kazalište iz Beograda osnovano 1948. godine kao kazalište lutaka NR Srbije.

## Povijest
Prva premijera kazališta bila je Pepeljuga u režiji Predraga Dinulovića, izvedena 23. listopada 1949. u hotelu Palace. Osnovna programska koncepcija ovog kazališta počiva na uvjerenju da kazalište za djecu i mlade mora aktivno korespondirati sa stvarnošću, baveći se svim temama koje su aktualne u suvremenom društvu. 
Danas je Malo pozorište Duško Radović, sa svojom Dječjom scenom i scenom za mladu publiku jedno od najznačanjih kazališta za djecu i mlade u regiji. 

## Vanjske poveznice
- Službene stranice kazališta